# Veliká Ves (Chomutovi járás)
Veliká Ves település Csehországban, Chomutovi járásban. Veliká Ves Radonice, Vilémov, Podbořany, Krásný Dvůr, Račetice, Mašťov és Libědice településekkel határos. Lakosainak száma 321 fő (2024. január 1.).

## Népesség
A település lakosságának változását az alábbi diagram mutatja:
| Lakosok száma | 1749 | 1656 | 1613 | 528  | 397  | 288  | 299  | 304  | 314  | 321  |
|               | 1869 | 1900 | 1921 | 1961 | 1980 | 2011 | 2016 | 2019 | 2021 | 2024 |